# Placebo (skupina)
Placebo je glasbena skupina z mednarodno zasedbo.

## Ustanovitev
Ustanovljena je bila leta 1994 v Londonu, kjer sta se na podzemni postaji ponovno srečala Brian Molko in Šved Stefan Olsdal, stara znanca iz neke luksemburške šole. Po skupnih vajah in nekaj nastopih sta se odločila ustanoviti skupino Ashtray Heart, ki se je kmalu preimenovala v Placebo. Bobnar skupine je postal Anglež Steve Hewitt, vendar je zaradi obveznosti pri svoji drugi skupini Breed Placebo kmalu spet zapustil. Zamenjal ga je Robert Schultzberg.
Leta 1996 so Placebo podpisali pogodbo z glasbeno založbo Deceptive Records in izdali prvo pesem Come Home. Opazil jih je David Bowie in jih, še preden so izdali prvi album, povabil kot spremljevalno skupino na svojo turnejo.

## Člani
Leta 2006:
Brian Molkovokali, kitara, harmonika, klaviature, saksofon
Stefan Olsdalbas kitara, klaviature, kitara in vokali
Steve Forrestbobni

## Iskanje glasbenega izraza
Kasneje istega leta so izdali ploščo Placebo, ki je v Združenem kraljestvu dosegla zlato naklado, pesem Nancy Boy pa se je prebila do četrtega mesta na britanski lestvici. Bobnar Robert Schultzberg je skupino zaradi nesoglasij zapustil. Vrnil se je Steve Hewitt.
Leta 1998 je izšla plošča Without You I'm Nothing, na kateri že prevladujejo melanholične balade. Istega leta je skupina nastopila v filmu Velvet Goldmine Todda Haynesa.
Dve leti kasneje je prišel na tržišče album Black Market Music. Leta 2003 je sledila plošča Sleeping With Ghosts, na kateri je opaziti večji vpliv elektronske glasbe.

## Kategorizacija in globalni uspeh
Čeprav kritiki Placebo uvrščajo ob bok Oasis in Blur, se skupina otepa takšne kategorizacije. Nočejo biti »brit-pop« skupina. Placebo se ne da uvrstiti v noben »predalček« - so nekje med rockom, punkom, glam rockom in elektro rockom.
Leta 2004 so izdali kompilacijo Once More With Feeling - The Singles 1996-2004, izšla je tako na CD-ju kakor na DVD-ju.
2. julija 2005 so nastopili na koncertu Live 8 v Parizu.
Peta plošča glasbene skupine Placebo, Meds, je izšla 10. 3. 2006.

## Značilno uglaševanje
Placebo v mnogih pesmih uporabljajo neobičajno uglasitev kitar, namesto E A D G H E uporabljajo F A#/Bb D#/Eb G#/Ab C C. Ta način so izbrali, da bi spremljavo prilagodili visokemu pevčevemu vokalu.

## Diskografija
CDji
- 1996 - Placebo
- 1998 - Without You I'm Nothing
- 2000 - Black Market Music
- 2003 - Sleeping With Ghosts
- 2004 - Soulmates Never Die - Live in Paris (DVD)
- 2004 - Once More With Feeling (Placebo) - Singles 1996-2004
- 2006 - Meds
- 2009 - Battle for the sun
- 2013 - Loud Like Love
- 2022 - Never Let Me Go

DVDji
- Soulmates Never Die (Live in Paris 2003)
- Once More With Feeling (Videos Collection)
- Meds Special Edition
- Because I Want You (DVD UK Single)
- Infra-Red (DVD Single)

## Singli
iz Placebo:
- »Bruise Pristine« (1995 - Split vinyl with Soup)
- »Come Home« (1996) #103 UK
- »36 Degrees« (1996) #83 UK
- »Teenage Angst« (1996) #30 UK
- »Nancy Boy« (1997) #4 UK
- »Bruise Pristine« (1997 re-release) #14 UK

iz Without You I'm Nothing:
- »Pure Morning« (1998) #4 UK, #49 Australia, #19 US Modern Rock Tracks, #40 US Mainstream Rock Tracks chart
- »You Don't Care About Us« (1998) #5 UK
- »Every You Every Me« (1999) #11 UK, #49 Australia
- »Without You I'm Nothing (Featuring David Bowie)« (1999)
- »Burger Queen Francais« (1999) #78 France

iz Black Market Music:
- »Taste In Men« (2000) #16 UK, #54 France
- »Slave To The Wage« (2000) #19 UK, #63 France, #92 Germany
- »Special K« (2000) #50 Australia, #60 France
- »Black Eyed« (2001) #94 Germany

iz Sleeping with Ghosts:
- »The Bitter End« (2003) #12 UK, #1 Portugal, #19 Finland, #31 France, #47 Australia, #53 Switzerland, #34 Germany
- »This Picture« (2003) #23 UK, #63 France, #75 Germany
- »Special Needs« (2003) #27 UK, #67 France, #71 Germany
- »English Summer Rain« (2004) #23 UK, #98 Switzerland

iz Once More with Feeling:
- »Twenty Years« (2004) #18 UK, #50 Switzerland, #54 France, #59 Austria, #52 Germany
- »Protege Moi« (2004) #26 Switzerland, #18 France

iz Meds:
- »Because I Want You« (2006) #13 UK
- »Song to Say Goodbye« (2006) #30 Australia, #35 Germany, #1 Belgium, #6 Greece, #8 Finland, #20 Italy, #38 Switzerland, #41 France, #44 Austria, #122 Russia, #14 Ukraine
- »Infra-red« (2006) #42 UK, #35 US Modern Rock Tracks, #75 Germany, #52 Australia
- »Meds« (izide 2. oktobra 2006)
- »Follow The Cops Back Home« (samo v ZDA)